# 熊本県立球磨工業高等学校
熊本県立球磨工業高等学校（くまもとけんりつ くまこうぎょうこうとうがっこう）は、熊本県人吉市城本町にある公立工業高等学校。通称は「球磨工（くまこう）」。ただし、地元の球磨・人吉地区以外で「くまこう」といえば、熊本県立熊本工業高等学校（通称「熊工」）を指すのが一般的である。
部活動が盛んな学校でその中でもカヌーや弓道が有名で、全国高等学校カヌー選手権大会や国民体育大会や全国高校総体に出場している。
全国で２校しかない伝統建築コースという専門コースがある工業高校でもある。

## 設置学科
以下の4学科、1専攻科から構成されている。
- 本科
  - 機械科
  - 電気科
  - 建築科(建築コース 伝統建築コース)
  - 建設工学科
- 専攻科
  - 伝統建築専攻科

修業年数は3年で、1クラスあたりの定員は40名。1996年までの卒業生は約7,000人。建築科には建築コースと伝統建築コースがある。また、高校課程の上位課程として、伝統建築専攻科（修業年数2年）がある。この伝統建築コース（および後に新設された同専攻科）は、「公立高校で大工職人を育てる」初の試みとして注目を集めた。大工の棟梁や宮大工を育てることが、このコース設立以来の目標となっている（笠井一子、2003年を参照）。平成6年度に生徒が実習として祠を製作し、校門脇に鎮座されていたが、2011年3月11日に発生した東日本大震災の大津波で被災し流出した、福島県南相馬市にある山田神社の仮社殿として2012年2月に移設され、現地で生徒らが鳥居の製作も行った。

## 沿革
- 1963年4月1日 - 開校。
開校に先立ち、1962年、熊本県教育委員会で産業教育振興と高校急増対策の一環として、人吉・球磨地区に工業系高等学校の新設を決定。下田英雄（熊本県立鹿本高等学校教頭 - 当時）が初代校長に任命され、開校準備委員が設置された。1963年4月1日開校後、4月3日に起工式、同年4月11日 に入学式（開校式）がおこなわれた。開校時の設置学科は、機械科（2学級）、電気科（2学級）及び建築科（1学級）。
- 1964年11月14日 - 開校記念式。
- 1970年3月31日 - 土木科（1学級）を新設。
- 1982年11月1日 - カヌージュニア世界選手権に遠征。
- 1989年4月1日 - 建築科を学科内改編。建築コースと伝統建築コースに変更。
- 1992年11月5日 - 創立30周年記念式典。12月24日に、創立30周年記念碑の除幕式がおこなわれた。碑文には「尊師重道」の文言が刻まれている。
- 1996年4月1日 - 土木科を建設工学科に改編。
- 2004年4月1日 - 伝統建築専攻科（1学級）を新設。電気科を1学級減。
- 2013年11月1日 - 創立50周年記念式典。並びに新管理棟落成記念式典が挙行される。

## 教育方針
- 地域に信頼される人づくり
- 目標進路の達成
- 部活動の活性化
- 母校愛、郷土愛の育成と国際理解の高揚

## 学校行事
（以下、全て2006年度の内容）
- 4月 - 始業式・入学式
- 5月 - 集団宿泊研修（1年生）・中間テスト
- 6月 - 期末テスト
- 7月 - 期末テスト・生徒総会・終業式
- 8月 - 夏休み
- 9月 - 始業式・体育大会
- 10月 - 中間テスト・球磨工フェスタ
- 11月 - 期末テスト
- 12月 - 期末テスト・長距離走大会・終業式
- 1月 - 始業式・学年末テスト（3年生）・修学旅行（1年生）
- 2月 - 学年末テスト（1・2年生）
- 3月 - 卒業式・終業式・退任式

## 生徒会活動・部活動

### 生徒会活動
- まだまだ活動的とは言えないものの、様々な行事などを企画・運営している。数年前までは、生徒会自体が実質活動していないものであったため、進歩している様子。

### 運動部
- カヌー部
艇庫が球磨川沿いにあるため、球磨川下りの発船場付近まで移動し、練習している。
2007年はインターハイである2007青春・佐賀総体でカナディアン系など4種目の競技で1位であり、学校対抗得点で3年ぶり3度目の1位である。また、国民体育大会の秋田わか杉国体でもカナディアン系1種目で1位となっている。
- 野球部
練習時に陸上部やサッカー部と外野が近接しているため、長打を放つと陸上部員やサッカー部員に当たりそうになる。第129回九州地区高校野球熊本大会では同校37年ぶりのベスト4に入るなど活躍している。
- 弓道部
2000年にプール横に弓道場が完成。それ以前は弓道場がなかったため、部員は人吉市弓道場まで移動して練習していた。
- 柔道部
- 陸上競技部
- 水泳部
- 卓球部
- サッカー部
- バスケットボール部
- バレーボール部
- ソフトテニス部
- 空手部
- 剣道部
- ハンドボール部

### 文化部
- 写真部
- 美術部
- 電気工作部
- 溶接部
- 伝統建築部
- クッキング同好会
- 囲碁・将棋サークル
- 環境調査サークル
- 測量サークル

## 交通
- JR肥薩線人吉駅徒歩20分
- くま川鉄道湯前線人吉温泉駅徒歩20分

## 著名な出身者
- 恒村勝美（プロ野球選手）
- 田中光吉（プロボクサー日本ライト級1位）
- 井上清登（カヌー選手・ロサンゼルスオリンピック日本代表）